# Ligat ha'Al 2024-2025
La Ligat ha'Al 2024-2025, anche nota come Ligat TOTO Winner 2024-2025 per motivi di sponsorizzazione, è stata l'83ª edizione della massima divisione del campionato israeliano di calcio, la 26ª dalla sua riforma del 1999, iniziata il 24 agosto 2024 e terminata il 24 maggio 2025.
Il Maccabi Tel Aviv era la squadra campione in carica e si è riconfermato, vincendo il suo ventiseiesimo titolo nazionale.

## Stagione

### Novità
Dalla stagione precedente sono retrocesse le ultime due classificate Hapoel Tel Aviv e Hapoel Petah Tiqwa. Al loro posto, dalla Liga Leumit sono state promosse Ironi K. Shmona, dopo una sola stagione di serie cadetta, e Ironi Tiberias, al debutto in massima serie.

### Formula
Le 14 squadre partecipanti giocano un girone all'italiana con partite di andata e ritorno, per un totale di 26 giornate. Al termine della stagione regolare, le sei squadre classificatesi dal primo al sesto posto partecipano ai play-off per il titolo e per la qualificazione alle coppe europee; le otto squadre classificatesi dal settimo al quattordicesimo posto disputano, invece, i play-out per determinare le retrocessioni. Tanto nei play-off quanto nei play-out, le squadre partono con gli stessi punti ottenuti durante la stagione regolare e giocano gare di andata e ritorno, per un totale di 10 giornate.
La vincente del gruppo scudetto è campione di Israele e si qualifica per la UEFA Champions League 2025-2026, mentre la seconda e la terza classificata sono ammesse alla UEFA Conference League 2025-2026, insieme alla vincente della Coppa d'Israele (o alla quarta classificata, se la vincente della coppa è già qualificata alle competizioni europee.
Le ultime due squadre del girone retrocessione sono retrocesse in Liga Leumit 2025-2026.

## Squadre partecipanti
| Club                | Città         | Stadio               | Stagione precedente |
| ------------------- | ------------- | -------------------- | ------------------- |
| Ashdod              | Ashdod        | Stadio HaYud-Alef    | 10° in Ligat ha'Al  |
| Beitar Gerusalemme  | Gerusalemme   | Stadio Teddy Kollek  | 11° in Ligat ha'Al  |
| Bnei Sakhnin        | Sakhnin       | Stadio Doha          | 6° in Ligat ha'Al   |
| Hapoel Be'er Sheva  | Be'er Sheva   | Stadio Yaakov Turner | 3° in Ligat ha'Al   |
| Hapoel Gerusalemme  | Gerusalemme   | Stadio Teddy Kollek  | 7° in Ligat ha'Al   |
| Hapoel Hadera       | Hadera        | Stadio Netanya       | 12° in Ligat ha'Al  |
| Hapoel Haifa        | Haifa         | Stadio Sammy Ofer    | 4° in Ligat ha'Al   |
| Ironi K. Shmona     | Kiryat Shmona | Stadio Netanya       | Liga Leumit         |
| Ironi Tiberias      | Tiberiade     | Green Stadium        | Liga Leumit         |
| Maccabi Bnei Reineh | Reineh        | Green Stadium        | 5° in Ligat ha'Al   |
| Maccabi Haifa       | Haifa         | Stadio Sammy Ofer    | 2° in Ligat ha'Al   |
| Maccabi Natanya     | Netanya       | Stadio Netanya       | 9° in Ligat ha'Al   |
| Maccabi Petah Tiqwa | Petah Tiqwa   | Stadio HaMoshava     | 8° in Ligat ha'Al   |
| Maccabi Tel Aviv    | Tel Aviv      | Stadio Bloomfield    | Campione di Israele |

## Allenatori e primatisti
| Squadra             | Allenatore                          | Calciatore più presente | Cannoniere |
| ------------------- | ----------------------------------- | ----------------------- | ---------- |
| Ashdod              | Eli Levy                            |                         |            |
| Beitar Gerusalemme  | Barak Yitzhaki                      |                         |            |
| Bnei Sakhnin        | Slobodan Drapić                     |                         |            |
| Hapoel Be'er Sheva  | Ran Kojok                           |                         |            |
| Hapoel Gerusalemme  | Ziv Arie                            |                         |            |
| Hapoel Hadera       | Haim Silvas                         |                         |            |
| Hapoel Haifa        | Ronny Levy (1°-8°) Asaf Nimni       |                         |            |
| Ironi K. Shmona     | Shay Barda                          |                         |            |
| Ironi Tiberias      | Eliran Hudeda                       |                         |            |
| Maccabi Bnei Reineh | Sharon Mimer                        |                         |            |
| Maccabi Haifa       | Barak Bakhar                        |                         |            |
| Maccabi Natanya     | Marco Balbul (1°-8°) Yossi Abukasis |                         |            |
| Maccabi Petah Tiqwa | Dan Roman (1°-12°) Tamir Luzon      |                         |            |
| Maccabi Tel Aviv    | Žarko Lazetić                       |                         |            |

## Stagione regolare

### Classifica finale
|  | Pos. | Squadra             | Pt | G  | V  | N  | P  | GF | GS | DR  |
|  | ---- | ------------------- | -- | -- | -- | -- | -- | -- | -- | --- |
|  | 1.   | Hapoel Be'er Sheva  | 58 | 26 | 18 | 6  | 2  | 52 | 18 | +34 |
|  | 2.   | Maccabi Tel Aviv    | 57 | 26 | 17 | 6  | 3  | 56 | 27 | +29 |
|  | 3.   | Maccabi Haifa       | 47 | 26 | 14 | 6  | 6  | 54 | 32 | +22 |
|  | 4.   | Beitar Gerusalemme  | 46 | 26 | 13 | 7  | 6  | 48 | 34 | +14 |
|  | 5.   | Hapoel Haifa        | 41 | 26 | 12 | 5  | 9  | 39 | 31 | +8  |
|  | 6.   | Maccabi Natanya     | 37 | 26 | 11 | 4  | 11 | 39 | 37 | +2  |
|  | 7.   | Ironi K. Shmona     | 34 | 26 | 10 | 4  | 12 | 28 | 38 | -10 |
|  | 8.   | Maccabi Bnei Reineh | 31 | 26 | 9  | 4  | 13 | 27 | 35 | -8  |
|  | 9.   | Hapoel Gerusalemme  | 30 | 26 | 7  | 9  | 10 | 32 | 35 | -3  |
|  | 10.  | Ironi Tiberias      | 27 | 26 | 6  | 9  | 11 | 20 | 36 | -16 |
|  | 11.  | Maccabi Petah Tiqwa | 24 | 26 | 6  | 6  | 14 | 22 | 44 | -22 |
|  | 12.  | Bnei Sakhnin        | 23 | 26 | 6  | 6  | 14 | 19 | 37 | -18 |
|  | 13.  | Ashdod              | 22 | 26 | 5  | 7  | 14 | 35 | 48 | -13 |
|  | 14.  | Hapoel Hadera       | 20 | 26 | 3  | 11 | 12 | 23 | 42 | -19 |

Legenda:
      Ammesse ai play-off.
      Ammesse ai play-out.
Note:
L'Hapoel Be'er Sheva ha scontato 2 punti di penalizzazione
Il Maccabi Haifa ha scontato un punto di penalizzazione
Il Bnei Sakhnin ha scontato un punto di penalizzazione
Regolamento:
Tre punti a vittoria, uno a pareggio, zero a sconfitta.
In caso di arrivo di due o più squadre a pari punti, la graduatoria finale viene stilata secondo la classifica avulsa tra le squadre interessate che prevede, nell'ordine, i seguenti criteri:
- differenza reti generale;
- numero di partite vinte;
- goal segnati;
- punti negli scontri diretti;
- differenza reti negli scontri diretti;
- goal segnati negli scontri diretti.

Qualora la parità persista, si ricorre ad uno spareggio.

## Play-off

### Classifica finale
|                    | Pos. | Squadra            | Pt | G  | V  | N | P  | GF | GS | DR  |
| ------------------ | ---- | ------------------ | -- | -- | -- | - | -- | -- | -- | --- |
| Israele (bandiera) | 1.   | Maccabi Tel Aviv   | 80 | 36 | 24 | 8 | 4  | 86 | 36 | +50 |
|                    | 2.   | Hapoel Be'er Sheva | 78 | 36 | 24 | 8 | 4  | 75 | 28 | +47 |
|                    | 3.   | Maccabi Haifa      | 61 | 36 | 18 | 8 | 10 | 68 | 54 | +14 |
|                    | 4.   | Beitar Gerusalemme | 53 | 36 | 15 | 9 | 12 | 58 | 54 | +4  |
|                    | 5.   | Hapoel Haifa       | 52 | 36 | 15 | 7 | 14 | 51 | 50 | +1  |
|                    | 6.   | Maccabi Natanya    | 45 | 36 | 13 | 6 | 17 | 51 | 58 | -7  |

Legenda:
      Campione d'Israele, ammessa alla UEFA Champions League 2025-2026.
      Ammesse alla UEFA Conference League 2025-2026.
Note:
Tre punti a vittoria, uno a pareggio, zero a sconfitta.
In caso di arrivo di due o più squadre a pari punti, la graduatoria finale viene stilata secondo la classifica avulsa tra le squadre interessate che prevede, nell'ordine, i seguenti criteri:
- differenza reti generale;
- numero di partite vinte;
- goal segnati;
- punti negli scontri diretti;
- differenza reti negli scontri diretti;
- goal segnati negli scontri diretti.

Qualora la parità persista, si ricorre ad uno spareggio.

## Play-out

### Classifica finale
|  | Pos. | Squadra             | Pt | G  | V  | N  | P  | GF | GS | DR  |
|  | ---- | ------------------- | -- | -- | -- | -- | -- | -- | -- | --- |
|  | 7.   | Hapoel Gerusalemme  | 44 | 33 | 11 | 11 | 11 | 47 | 42 | +5  |
|  | 8.   | Maccabi Bnei Reineh | 41 | 33 | 12 | 5  | 16 | 36 | 43 | -7  |
|  | 9.   | Ironi K. Shmona     | 37 | 33 | 11 | 4  | 18 | 32 | 52 | -20 |
|  | 10.  | Bnei Sakhnin        | 36 | 33 | 10 | 7  | 16 | 26 | 44 | -18 |
|  | 11.  | Ashdod              | 35 | 33 | 8  | 11 | 14 | 48 | 55 | -7  |
|  | 12.  | Ironi Tiberias      | 35 | 33 | 8  | 11 | 14 | 28 | 45 | -17 |
|  | 13.  | Maccabi Petah Tiqwa | 33 | 33 | 8  | 9  | 16 | 31 | 50 | -19 |
|  | 14.  | Hapoel Hadera       | 27 | 33 | 5  | 12 | 16 | 31 | 57 | -26 |

Legenda:
      Retrocesse in Liga Leumit 2025-2026
Note:
Tre punti a vittoria, uno a pareggio, zero a sconfitta.
In caso di arrivo di due o più squadre a pari punti, la graduatoria finale viene stilata secondo la classifica avulsa tra le squadre interessate che prevede, nell'ordine, i seguenti criteri:
- differenza reti generale;
- numero di partite vinte;
- goal segnati;
- punti negli scontri diretti;
- differenza reti negli scontri diretti;
- goal segnati negli scontri diretti.

Qualora la parità persista, si ricorre ad uno spareggio.